# Rúp

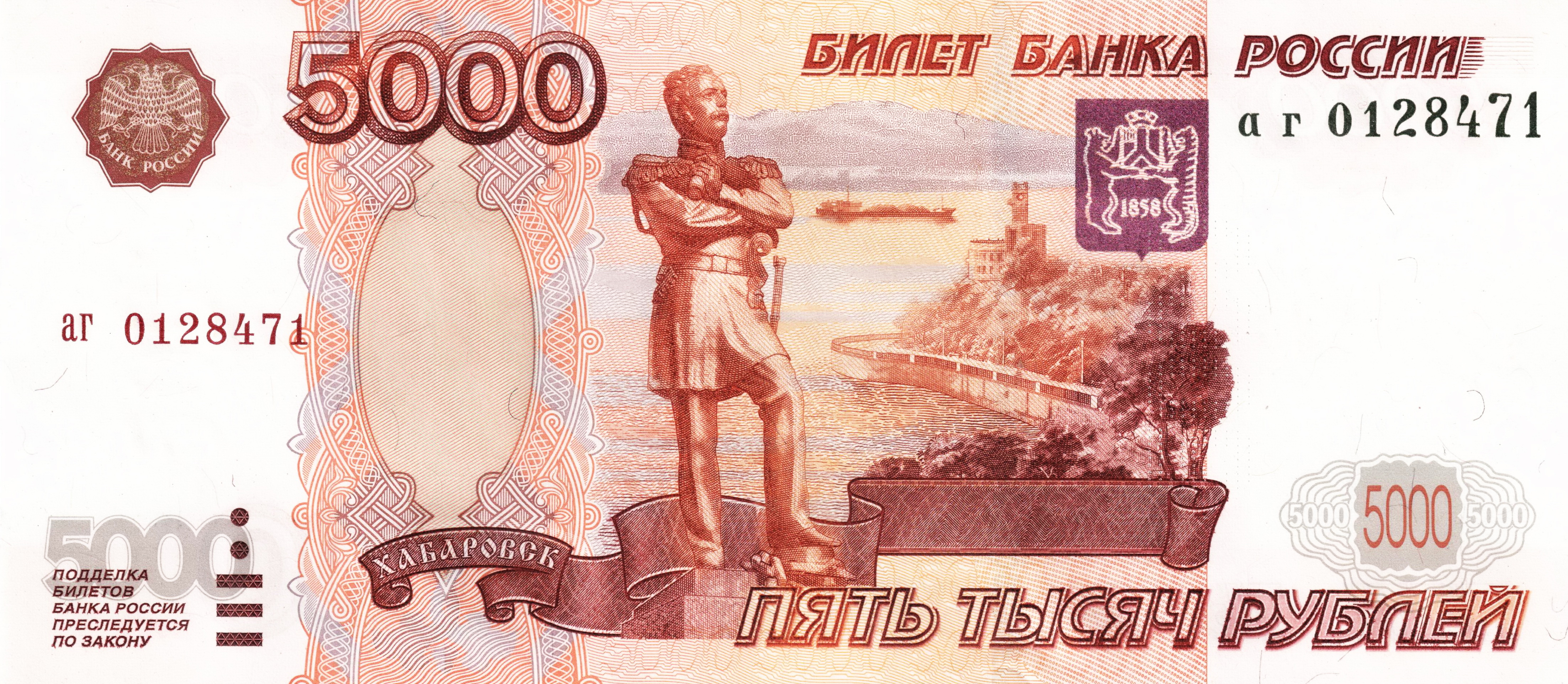
5000 Rúp Nga phát hành năm 2006

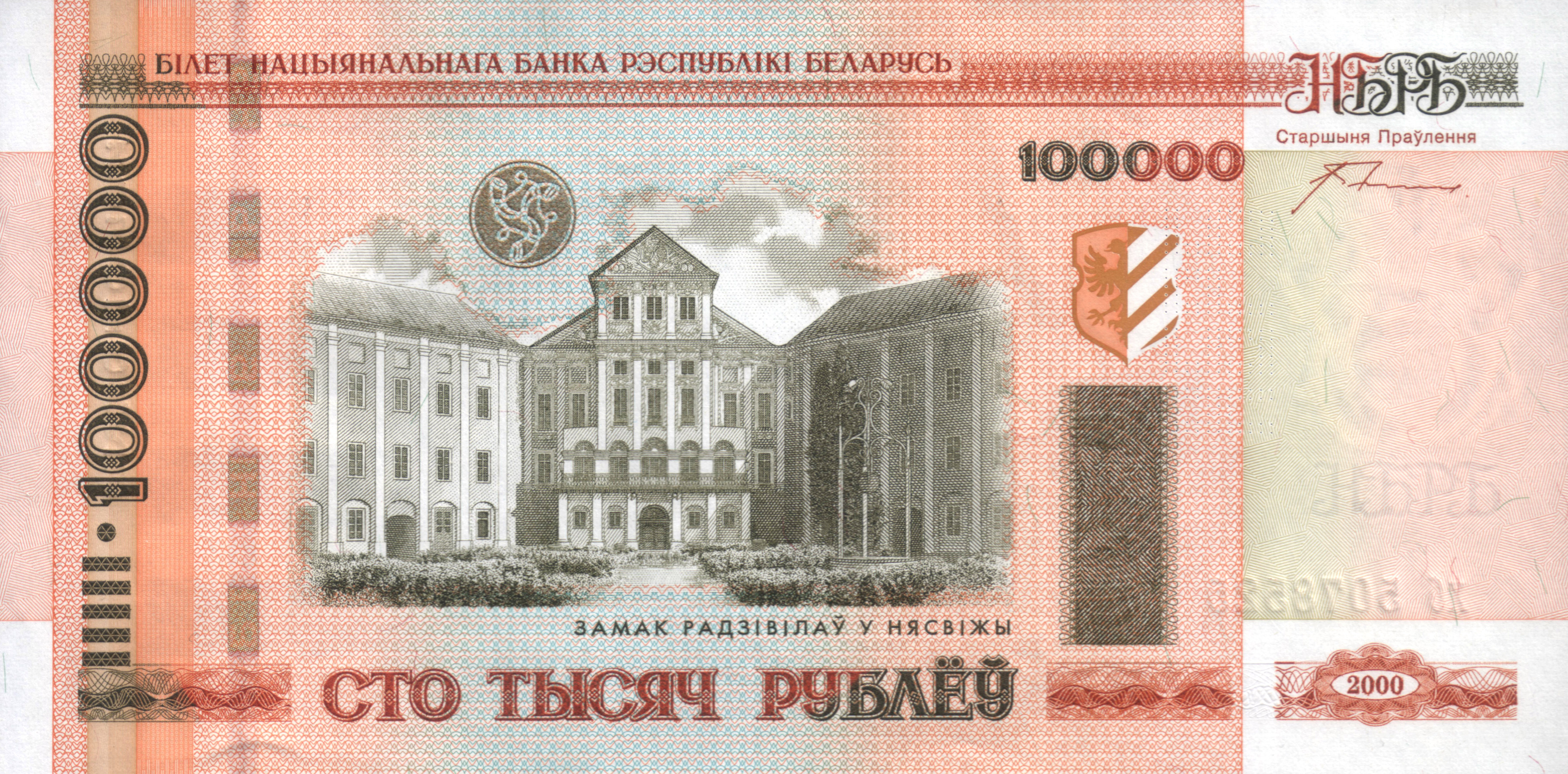
100,000 Rúp Belarus phát hành năm 2000

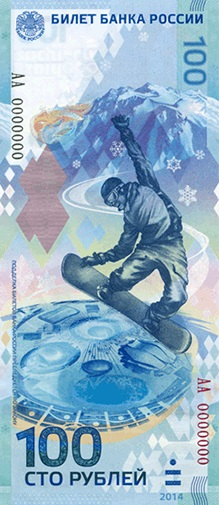
100 Rúp Nga được phát hành năm 2013, được in để kỷ niệm Thế vận hội Olympic tại Sochi-2014

Rúp hoặc đồng rúp tiếng Nga: рубль, IPA: [rublʲ]) là hoặc là một đơn vị tiền tệ của một số nước ở Đông Âu gắn liền với nền kinh tế của Nga. Ban đầu, đồng rúp là đơn vị tiền tệ của Hoàng đế Nga và sau đó là Liên Xô (như Rúp Xô viết), và nó hiện là đơn vị tiền tệ của Nga (như rúp Nga) và Belarus (như đồng Rúp Belarus)). Đồng rúp của Nga cũng được sử dụng ở các bang được công nhận một phần của Abkhazia và Nam Ossetia. Trong quá khứ, một số quốc gia khác chịu ảnh hưởng của Nga và Liên Xô có đơn vị tiền tệ cũng được đặt tên là rúp. Một đồng rúp được chia thành 100 kopeks (tiếng Nga: копе́йка, chuyển tự: kopeyka, IPA: [kɐˈpʲejkə]).

### Rúp hoàng gia (thế kỷ 14 – 1917)

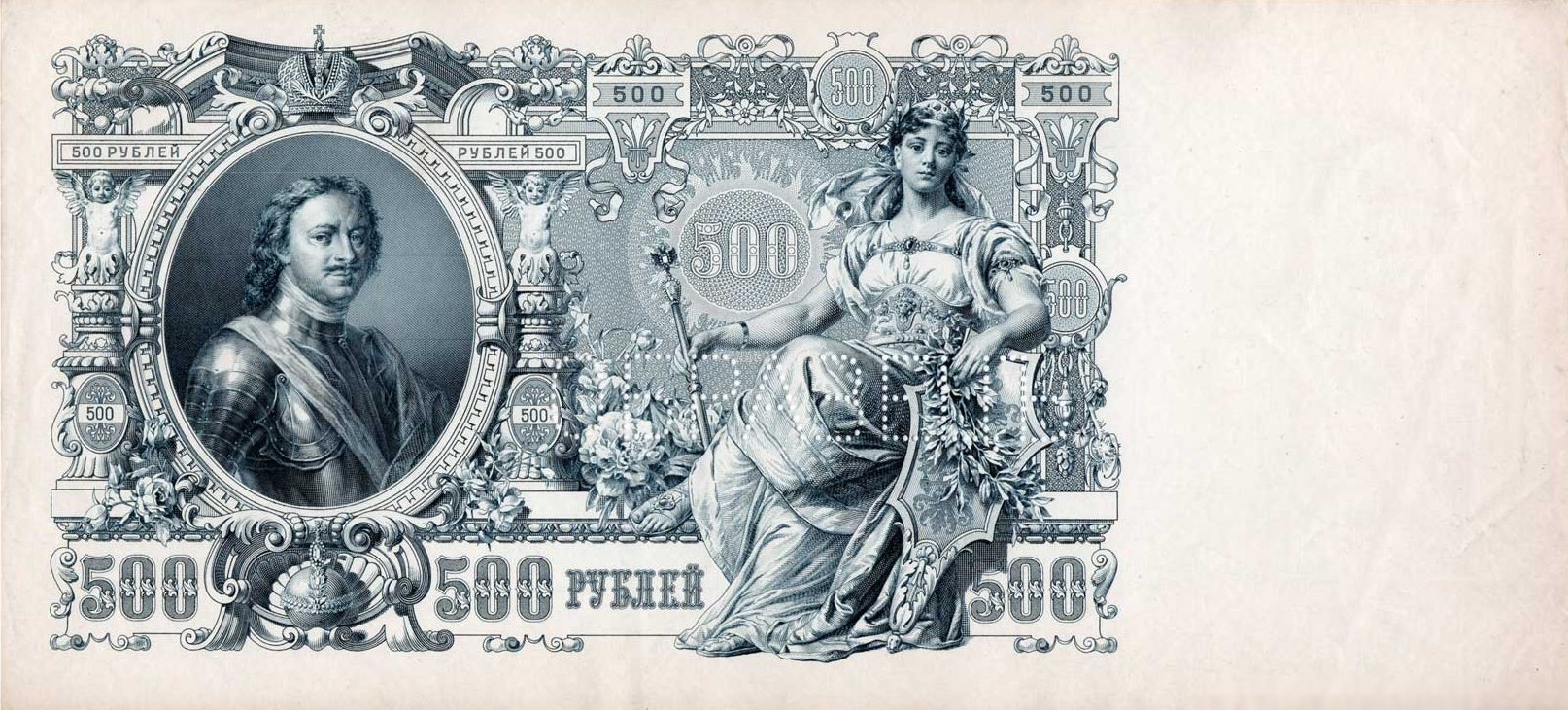
500 rúp với Pyotr Đại đế và một nhân cách hóa của Mẹ Nga, 1912

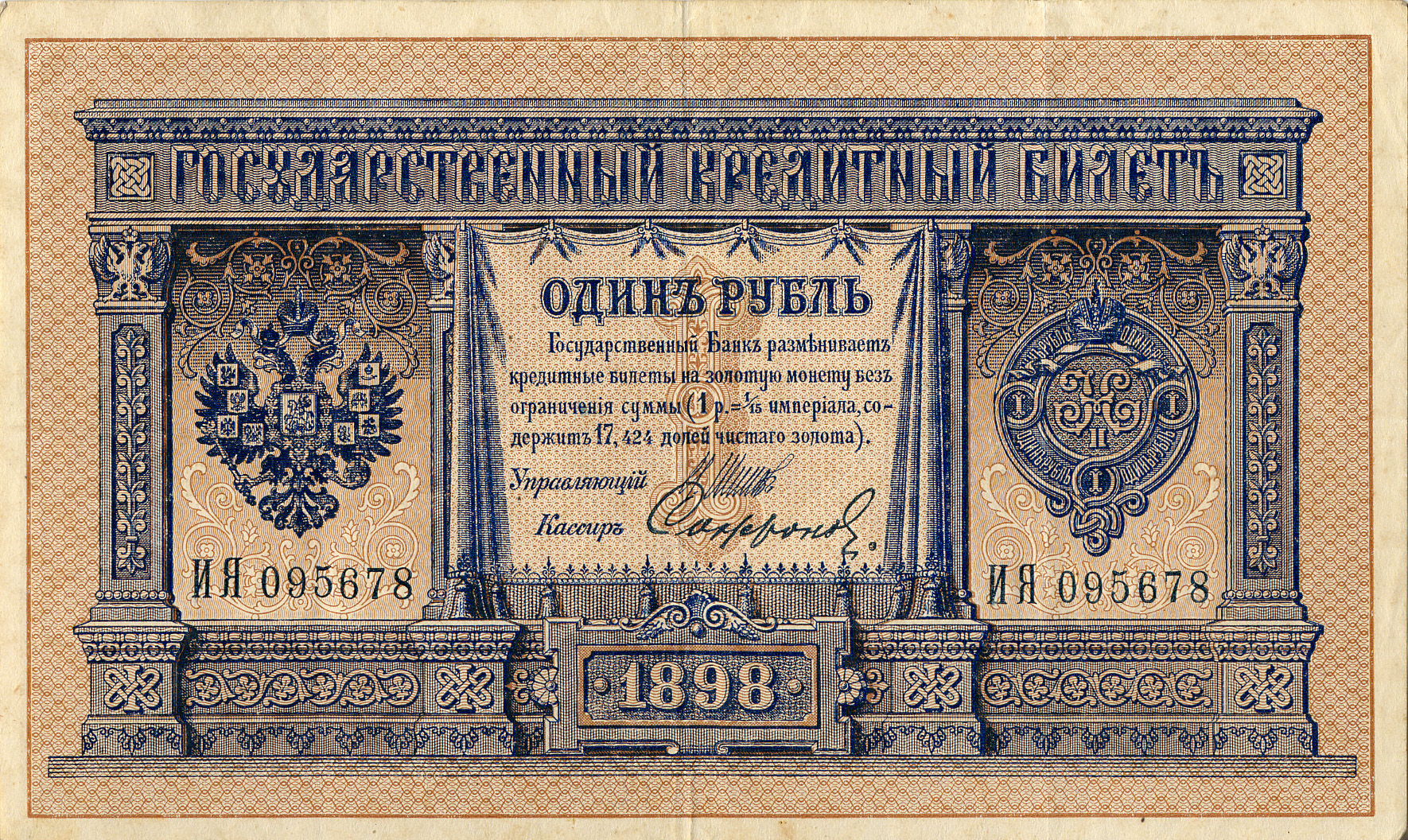
Năm 1898, Đế quốc Nga một hóa đơn rúp, ngược lại

#### Tiền xu của Nga

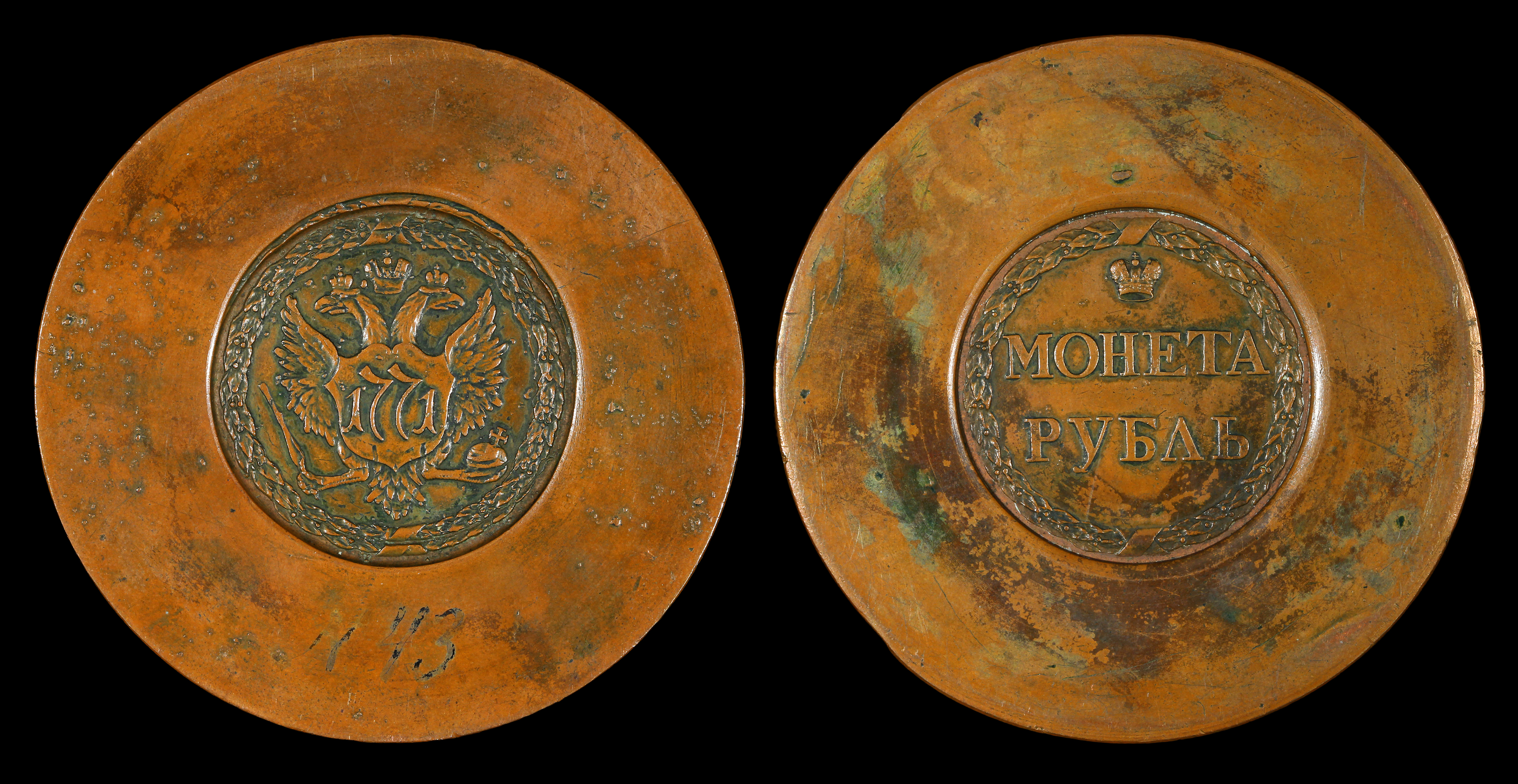
Ekaterina II Sestroretsk Rúp (1771) được làm bằng đồng rắn đo 77 mm (đường kính), 26 mmđộ dày), và nặng 1.022 kg. Đây là đồng xu lớn nhất từng được phát hành.

#### Vấn đề Hoàng đế

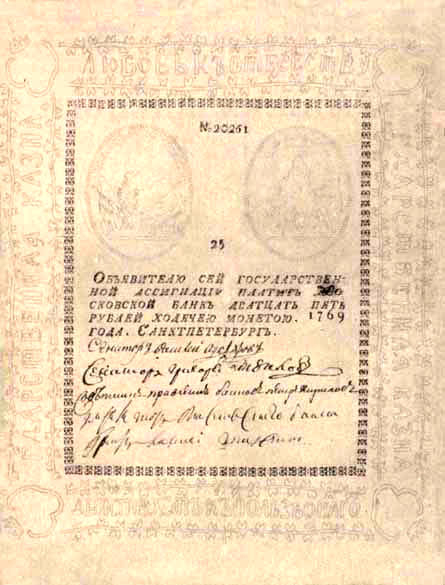
25 Rúp chuyển nhượng năm 1769

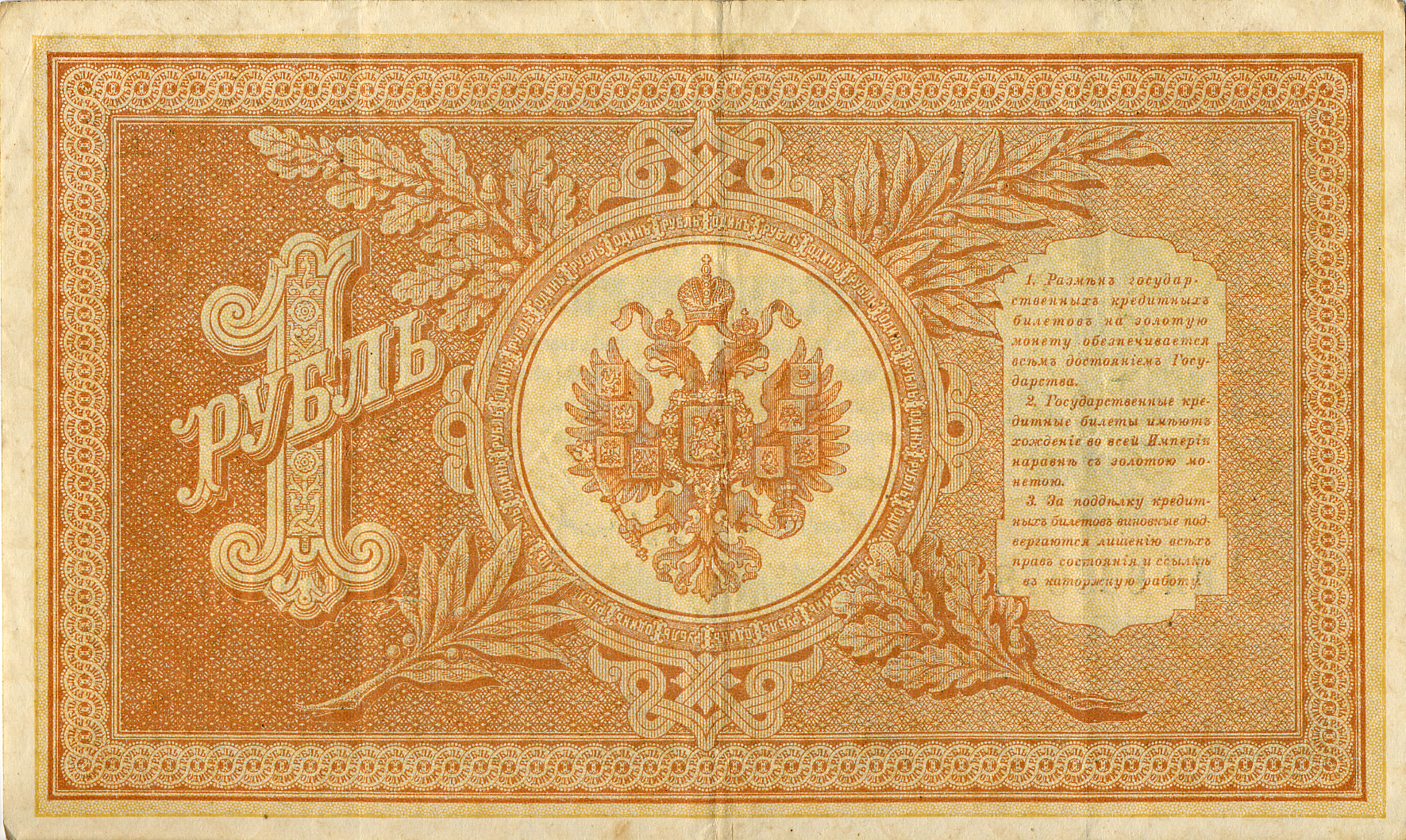
Năm 1898, Đế quốc Nga một hóa đơn rúp, đảo ngược